# 大成丸 (2代)
大成丸は、航海訓練所が運用していた航海練習船。本項目では、1954年に就航した2代目を取り扱う。

## 船歴
元は小型客船28隻組の一隻として1948年に建造された日本郵船の貨客船「小樽丸」である。本船は28隻組として9隻が建造された2,000総トン級貨客船の第一船で、西日本重工業長崎造船所（戦後分割されていた三菱重工業長崎造船所）で建造され、1947年12月15日進水、1948年4月19日に竣工した。その後、小樽 - 新潟航路に就航したが、1950年6月に航路廃止になった。
一方、航海訓練所では戦後初の汽船練習船である北斗丸 (初代)を1953年に就航させたが、引き続き戦災により失われた船員の補充を進めるため、老朽化した戦時標準船である改E型練習船の代船建造が急務であった。厳しい財政事情から代船は新造が認められなかったため、民間の貨客船を買い上げ、所要の改装行った上で練習船とすることとなり、1953年7月に僚船の雲仙丸と共に日本郵船から航海訓練所へ売却された。
練習船への改装においては将来的に遠洋航海に従事することを考慮して、航続距離、耐航性を確保するため、船体中央部を約10メートル延長する船体延長工事が行われた。同時に実習・訓練設備を新設、改装は航海区域を近海から遠洋に変更するため、安全性、居住性の向上に主眼を置いて行われた。主機関は概ね既存のまま継続使用とされたが、主発電機が更新され、ボイラは石炭炊きから重油焚きとなった。改装工事は石川島重工業東京第二工場で行われ、1953年8月12日に着工し、1954年2月25日に竣工、初代大成丸の名を引き継ぎ、大成丸 (2代)と改名された。なお、初代大成丸の銘鈑はパネルに加工されて本船の船内に展示され、4代目大成丸にも継承されている。また、同時に売却された雲仙丸は銀河丸 (初代)となった。
1954年4月1日に就航、第1回の訓練航海には富山、鳥羽、鳥羽、大島、弓削の5つの商船高等学校の実習生が乗船した。本船は以後、遠洋航海などの訓練航海のほか、帰還輸送航海、遺骨収集航海などにも従事し、1965年の航海では、ガダルカナル島に寄港して3人分の遺骨を持ち帰った。
1969年12月21日、東京商船大学と神戸商船大学の学生を載せた練習航海中、関門海峡でタンカーと衝突する事故が発生。大成丸の船首付近に1m程度の穴が開き、タンカーからは軽油が流出した。
終戦直後の資材が乏しい時期に建造され、改装の際に戦後国内で初めて船体延長工事を施工した影響もあり、船体、機関などが老朽化、1976年以降は遠洋航海を中止して、内航の訓練航海にのみ使用された。
代船として3代目大成丸が1981年に建造され、本船は用途廃止となった。同年4月7日に解体業者に引き渡され、その後、解体された。本船は練習船として27年間に渡り208次の航海に従事し、航海時間は2,442日0時間、556,847海里を航行、11,446名の実習生が乗船した。商船としての就航期間は短かったものの、結果として28隻組の中では国内で活躍した最後の船となった。